# Libros litúrgicos

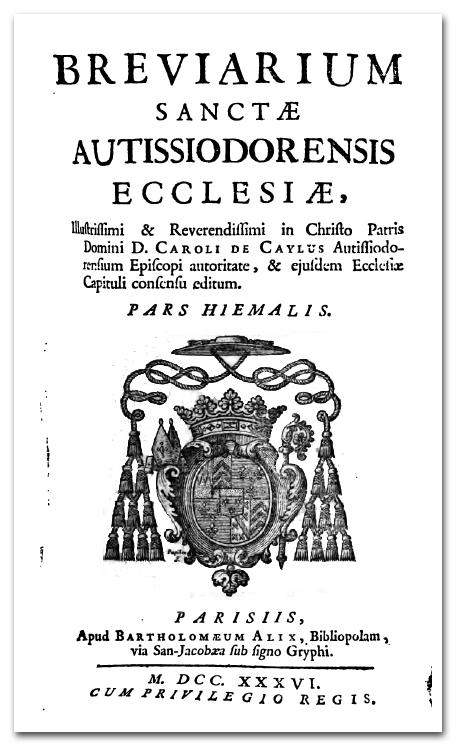
Breviario.

Se llaman libros litúrgicos a los que contienen las preces y ceremonias determinadas por la Iglesia católica para la administración de los Sacramentos, celebración de la Misa y ejercicio de las demás funciones sagradas. En un primer momento las comunidades cristianas no contaban con libros litúrgicos. El período de la formación de los libros litúrgicos empieza en los primeros siglos. El libro litúrgico de más importancia en la antigüedad era el Sacramentario, pues bajo este nombre se entendía una especie de Misal incompleto que reunía las preces u oraciones comunes para la confección de la Eucaristía y que fueron recopiladas y fijadas por los Sumos sacerdotes.
El sacramentario 'veronense' o 'leoniano' es una recolección de textos litúrgicos de diversas fuentes (por ejemplo, hay unos treinta formularios para la misa de san Pedro y san Pablo). Dado que la mayoría de las fórmulas provienen de tiempos del Papa León I el Magno ha tomado ese nombre. Está incompleto pues no ofrece textos para las celebraciones de Cuaresma, Pascua y tampoco el canon.
El sacramentario gelasiano atribuido impropiamente al Papa Gelasio I, se conserva en la Biblioteca Vaticana. Se sabe que fue elaborado en un monasterio cerca de París hacia el año 750. Contiene propuestas de misas para todo el año y para algunas otras celebraciones como ordenaciones sacerdotales y diaconales, penitencia, bautismo, etc. La base es la liturgia romana pero influida por oraciones y plegarias galicanas.
El sacramentario gregoriano llega a nosotros a través de las recopilaciones que se hicieron a fines del siglo viii. Sin embargo, se trata de una colección de sacramentarios que se usaban ya en tiempos de Gregorio Magno. Sus textos son el modelo de las formas litúrgicas posteriores al Concilio Vaticano II debido a su sobriedad y sencillez.

## Leccionario
El leccionario el libro empleado en las celebraciones litúrgicas para proclamar textos de la Sagrada Escritura. En los primeros tiempos del cristianismo, al inicio de las celebraciones, se leían los libros de los profetas y del Pentateuco pero no de manera sistemática ni según un orden dado por alguna autoridad. Seguramente se seguía el método de las sinagogas donde cada persona que pasaba a leer continuaba el texto desde donde se habían quedado la vez anterior. Ya en la Apología de Justino Mártir y en las Constitutiones apostólicas (del siglo iii) se indica que tras la lectura de algún texto del Antiguo Testamento se procedía a leer alguna epístola o los hechos indicando expresamente que el evangelio era leído solo por el sacerdote o el diácono.
Los libros usados en este período eran transcripciones completas de los textos sagrados con indicaciones al margen para el día o el período en que debían ser usados. Por ello, se prepararon también listas o enumeraciones de los textos para encontrar más fácilmente la lectura que correspondía cada día. A estas listas se las llamó “Capitularia Evangeliorum” o “Capitularia lectionum”.
Durante el siglo iv y tras la formación todavía incipiente del calendario litúrgico, se comienza a elaborar una sistematización de los textos de acuerdo con los períodos y las fiestas. El texto de la peregrina Egeria (hacia el año 384) contiene una expresión de la admiración porque en las celebraciones litúrgicas de Jerusalén se hacen lecturas adaptadas al día y a la zona.
A partir de las colecciones de homilías de Ambrosio de Milán y Agustín de Hipona se ha podido reconstruir el leccionario en uso en aquellos tiempos. Para el pontificado de León Magno el leccionario se encuentra completamente fijado.
En el siglo vi nacen propiamente los leccionarios al realizarse libros para uso litúrgico con los textos de lecturas para cada día. Se incluían en ellos los textos del Antiguo y del Nuevo Testamento, pero el evangelio se colocaba aparte en libros llamados “Evangeliarios”.
Hacia el siglo xi los leccionarios comenzaron a desaparecer pues se publicaron libros que contenían toda la misa, incluidas las lecturas.
Después de la reforma litúrgica solicitada por el Concilio Vaticano II y teniendo en cuenta el mayor realce que se da en ella a la lectura de los textos, se comenzaron a imprimir nuevamente los leccionarios y evangeliarios de manera que pudieran ser usados en procesión al inicio de la Santa Misa.

## Otros textos
Semana SantaPara la celebración de los días santos.
AntifonarioCon los introitos, gradual, ofertorio, etc. Cuyo principal autor es el citado San Gregorio.
MisalEn un principio era el Sacramentario y que después fue completándose con los otros libros enumerados, hasta ahora hacia el siglo ix y quedar en esta forma, único para las iglesias menores. Actualmente, el Misal ya no es plenario, pues contiene las oraciones de la Misa, pero no las lecturas. Estas están recogidas en el Leccionario.
BendicionalReúne las bendiciones de la Iglesia y se atribuye en gran parte a San Gregorio Magno
Pontifical romano y el RitualAbrazan respectivamente las oraciones y prácticas de los obispos o de los párrocos en la administración de los sacramentos y las bendiciones.
Liber oratorium u OfficiariumLibro primitivo de rezo.
BreviarioLibro del rezo eclesiástico para la Liturgia de las Horas, llamado así por haberse determinado en forma breve desde el sisiglo xvi
MartirologioContiene la lista de santos canonizados con una breve reseña de cada uno y que en forma sencilla viene de los primeros siglos de la Iglesia y que, reducido a un códice regular, data de San Jerónimo, siglo iv.
En España, se usaban durante los primeros siglos de la presencia musulmana en la península ibérica libros litúrgicos según el rito mozárabe el cual no era sino la continuación del visigodo, fijado por San Isidoro en el Concilio IV de Toledo (año 633) y descendiente de tradiciones apostólicas. En el último tercio del siglo xi se abolió.